# هونگ رانگ عزیز
هونگ رانگ عزیز (انگلیسی: Dear Hongrang؛ کره‌ای: 탄금) مجموعه تلویزیونی محصول کره جنوبی سال ۲۰۲۵ در ژانر ساگوک ملودرام معمایی به نویسندگی کیم جین آه، به کارگردانی کیم هونگ سون و با بازی لی جه ووک و جو بو آه است. این مجموعه بر پایه رمان تان‌گوم: بلعیدن طلا نوشتهٔ جانگ دا هه است و داستان جست‌وجوی جه یی برای کشف حقیقت در مورد ناپدید شدن هونگ رانگ و مردی است که ادعا می‌کند اوست. این مجموعه در ۱۶ مه ۲۰۲۵ از نتفلیکس پخش شد.

## بازیگران

### اصلی
- لی جه ووک در نقش هونگ رانگ[۴]
- جو بو آه در نقش جه یی[۵]

### مکمل
- جونگ گا رام در نقش مو جین[۶]
- اوم جی وون در نقش مین یون یی[۷]
- پارک بیونگ اون در نقش شیم یول گوک[۷]
- کیم جه ووک در نقش شاهزاده هان پیونگ[۸]